# Sint-Pauluskerk (Lanklaar)
De Sint-Pauluskerk is de parochiekerk van Lanklaar, gelegen aan de Oude Baan. De kerk is toegewijd aan apostel Paulus.

## Geschiedenis van Lanklaars kerken

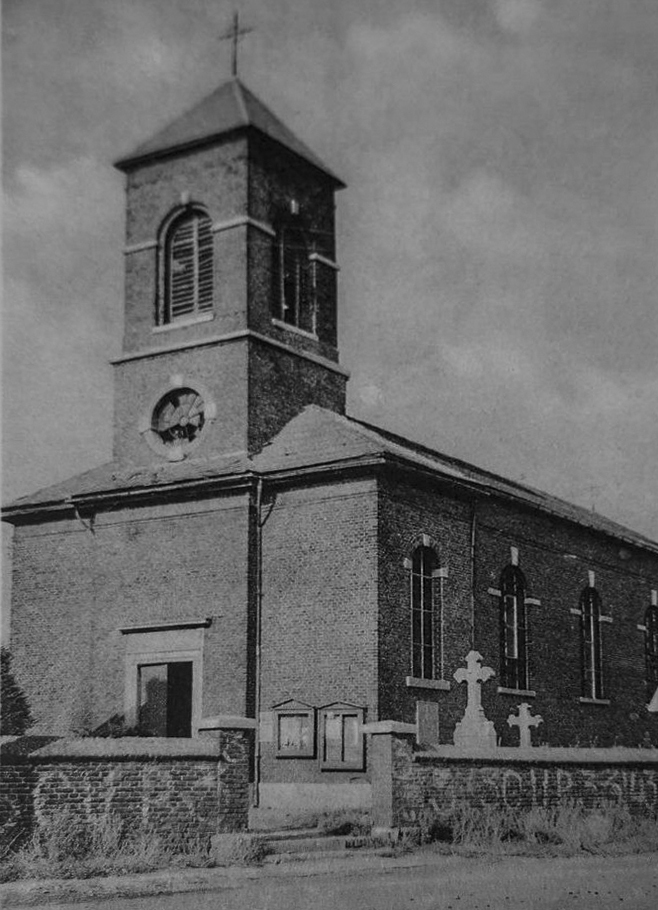
De in 1961 afgebroken kerk aan de Dorpsstraat

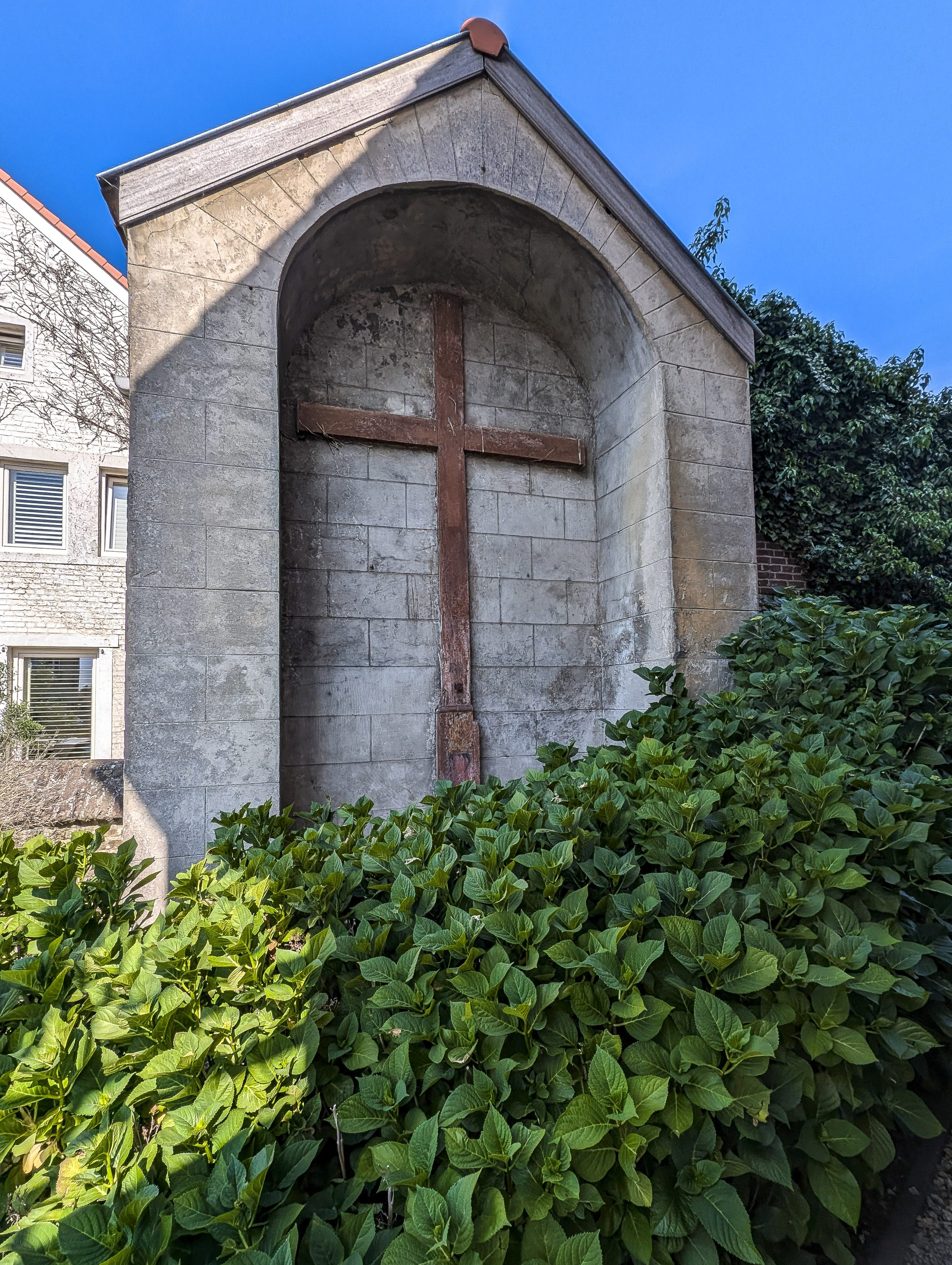
Calvarie aan de afgebroken kerk aan de Dorpsstraat

Oorspronkelijk was het patronaatsrecht van de Sint-Pauluskerk in handen van de heren van Leut. Het was een quarta capella die onder de parochie van Dilsen viel. In 1320 werden de parochies van Dilsen en Stokkem gescheiden, en ging Lanklaar ressorteren onder Stokkem. De oudst bekende pastoor was Arnoldus de Stochem in 1369. 
Van hetzelfde pastoorschap getuigt een document uit 1384 over het begevingsrecht aldaar in verband met de verheffing van het Broeckshof door de leenzaal van Kuringen . Het eigenlijke begin van de parochie is  volgens de tekstente situreren na 1400. Ze werd gesticht door een Loons ministriaal, Dionysus de Pommerio. Hij liet in 1422 op zijn boerderij de latere kerk van Lanklaar bouwen. Een document uit 1497 getuigt van haar eigen haar eigen kosterschap. De parochie hield vanaf 1602 doopregisters bij en bezat de kerk “de rechten op het eerste (doopsel) en het laatste sacrament”. Dit veronderstelde natuurlijk ook een doopvont. Tot 1705 bleef de kerk te Lanklaar een quarta capella. In 1711 kwam de aartsdiaken van de Kempen op bezoek die zich verwonderde zich over de slechte staat van deze onafhankelijke kerk.  Willem van Meeuwen, heer van Leut vermeldde de parochiekerk in 1785 opnieuw. Zijn weduwe deed hetzelfde in 1788 . In 1836 wordt de kerk door de bisschop van Luik onafhankelijk verklaard . Vanaf dat ogenblik is de parochie zelfstandig.
Er was sprake van een 19e-eeuws neoclassicistisch zaalkerkje aan de Dorpsstraat richting Stokkem. In 1961 werd begonnen met de afbraak. Wanneer deze kerk werd gebouwd is niet met zekerheid bekend. Deze kerk lag op de plek van het appartementsgebouw aan de Dorpsstraat 8. Een calvarie die tegenover de kerk lag, is er in 2025 nog steeds. Bij de graafwerken voor de constructie van het appartementsgebouw werden de funderingen van deze kerk zichtbaar en vond men er een aantal skeletten.
Uit het voorgaande blijkt dat er reeds in de 17e eeuw een kerk in Lanklaar moet zijn geweest.  Naar een nog oudere kerk, in Lanklaar kerk I genoemd is een tijdlang vruchteloos gezocht.

## Huidige kerk
Op een plaats die meer centraal lag in Lanklaar werd een nieuwe kerk gebouwd die in 1959 gereed kwam. De ondergrond bestaat voor een deel uit drijfzand. De kerk is daarom gebouwd op een fundering van 95 pijlers met een doormeter van 2,5 meter, volgegoten met beton en waarover een 120 centimeter dikke laag beton is gegoten. 
De kerk is een bakstenen kruisbasiliek, in een sobere stijl uitgevoerd, met een bescheiden vierkante toren. Ontwerper was de Maaseikse architect A. Daniëls. Boven het portaal is de muurschildering van de bekering van Paulus te zien.
In het interieur bevindt zich een houten Paulusbeeld in barokstijl, uit ongeveer 1650. Er is een laatgotisch calvariekruis uit ongeveer 1520-1530. Het Romaanse doopvont, versierd met vier maskers, stamt uit ongeveer 1200, is vervaardigd uit hardsteen en is een van de oudste van België.